# Мойнак (Аральський район)
Мойна́к (каз. Мойнақ) — село у складі Аральського району Кизилординської області Казахстану. Входить до складу Аралкумського сільського округу.
Населення — 49 осіб (2021; 92 у 2009, 142 у 1999, 361 у 1989).